# Enrique García-Rendueles
Enrique García-Rendueles Gutiérrez (Cimadevilla, Gijón, 24 de diciembre de 1880 - Gijón, 22 de diciembre de 1955) fue un poeta, sacerdote y escritor español.

## Biografía
Nace en Gijón, donde estudió el bachiller, en el colegio de la Inmaculada. Posteriormente ingresó en el seminario de Villaviciosa, y más tarde en el de Oviedo en donde se ordenó sacerdote en 1903. En 1921 es nombrado profesor de religión en el Instituto Jovellanos, siendo designado en 1952 catedrático de tal asignatura. 
Militó en la Comunión Tradicionalista. Fue miembro del RIDEA desde 1946. Escribió artículos en idioma asturiano en el periódico Las Libertades.

## Obra
- «Los nuevos bablistas» o «Antología de los nuevos bablistas» (1925).
- «Las mejores poesías asturianas del siglo XIX».
- «Jovellanos y las ciencias morales y políticas», premiado por la Real Academia de Ciencias Morales y Políticas, en 1911
- «432 antiguos apodos de Gijón (1850-1890)».